# Feichten
Feichten é um município da Alemanha, no distrito de Altötting, na região administrativa de Oberbayern, no estado da Baviera.